# Molophilus kuniekoondie
Molophilus kuniekoondie là một loài ruồi trong họ Limoniidae. Chúng phân bố ở miền Australasia.